# Alte Stadt (Tutow)
Die Alte Stadt ist ein altslawischer Burgwall bei Tutow in Mecklenburg-Vorpommern. Er befindet sich südöstlich des Ortes in etwa 100 Meter Abstand von der Bundesstraße 110 auf dem Gebiet der Gemeinde Kruckow im Landkreis Vorpommern-Greifswald.
Die eineinhalb bis zwei Hektar große Anlage diente der ansässigen Bevölkerung als Fluchtburg. Einen natürlichen Schutz boten die südlich gelegene sumpfige Niederung der „Quebbe“ und die sich nördlich erstreckende Niederung eines Nebenarms der Kuckucksgrabens. Im Westen und Norden ist die „Alte Stadt“ von gut erhaltenen, heute bewaldeten Wällen umgeben. Funde der Feldberger Keramik lassen die Anlage auf das 8. und 9. Jahrhundert datieren.
Etwa 550 Meter nach Südosten befindet sich der jungslawische Burgwall „Alte Schanze“ (Wallberg).